# Illhorn
L'Illhorn est un sommet culminant à 2 716 m au-dessus du village de Chandolin dans le canton du Valais, en Suisse.

## Géographie
Le sommet est la montagne la plus septentrionale du chaînon des Diablons qui relie la Bella Tola à l'Illhorn et qui sépare le val d'Anniviers du val de Tourtemagne et forme également la frontière linguistique du canton. Le petit Illstausee se trouve au sud de l'Illhorn. L'Illhorn ne se situe qu'à environ 7 kilomètres de la ville de Sierre, qui se trouve 2 200 mètres plus bas.
L'Illhorn offre une excellente vue sur le mont Blanc à l'ouest, sur le Bietschhorn, les Alpes bernoises jusqu'aux quatre mille valaisans avec le Weisshorn, le Zinalrothorn, la dent Blanche et le Cervin.
Du sommet, le terrain tombe abruptement dans l'Illgraben, 1 500 mètres plus bas, et le Pfynwald dans la vallée du Rhône. L'Illgraben est l'une des vallées les plus instables géologiquement de Suisse. La forte érosion rend impossible la croissance des plantes.

## Accès
L'ascension depuis Chandolin dure environ 2 h via l'alpage de Chandolin et le pas de l'Illsee. Elle peut être raccourcie via le télésiège jusqu'à la station de montagne Tsapé à 2 580 mètres. En hiver, une remontée mécanique emmène les skieurs juste en dessous du sommet.

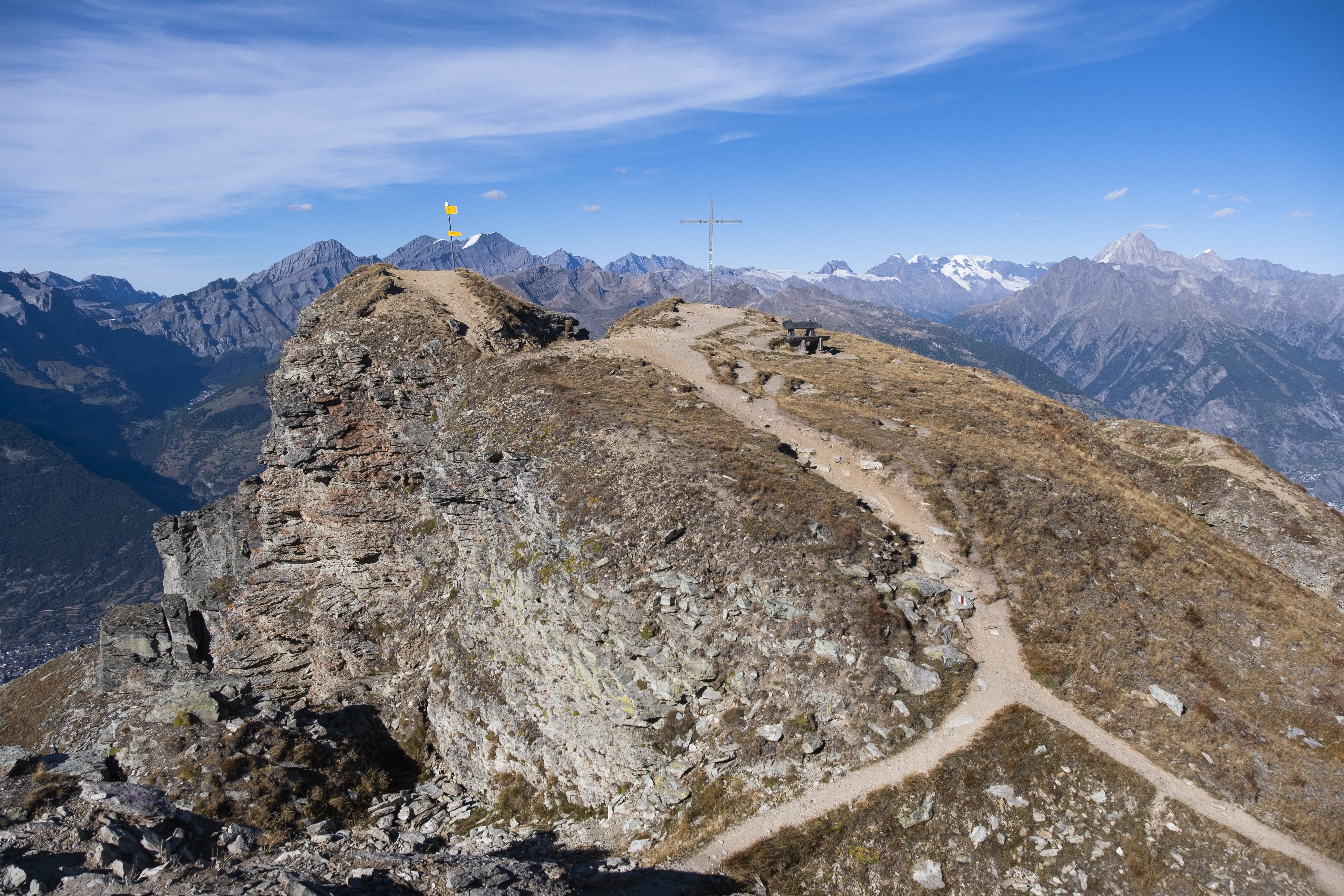
Sommet de l'Illhorn.
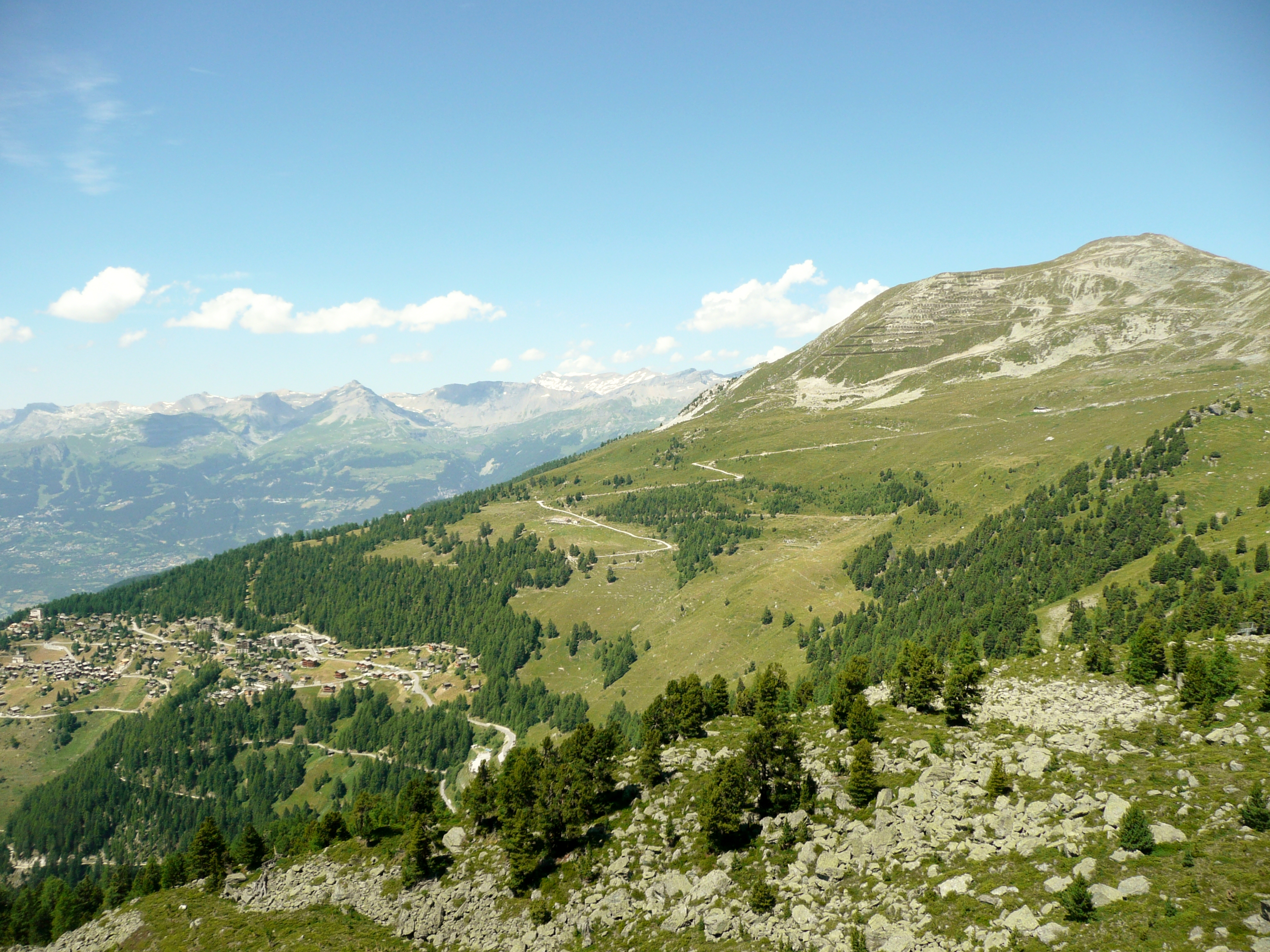
Illhorn au-dessus de Chandolin.
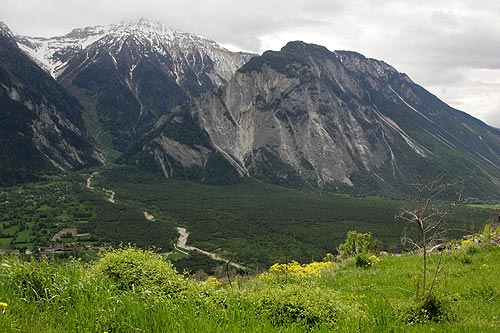
Le Pfynwald avec l'Illhorn enneigé.
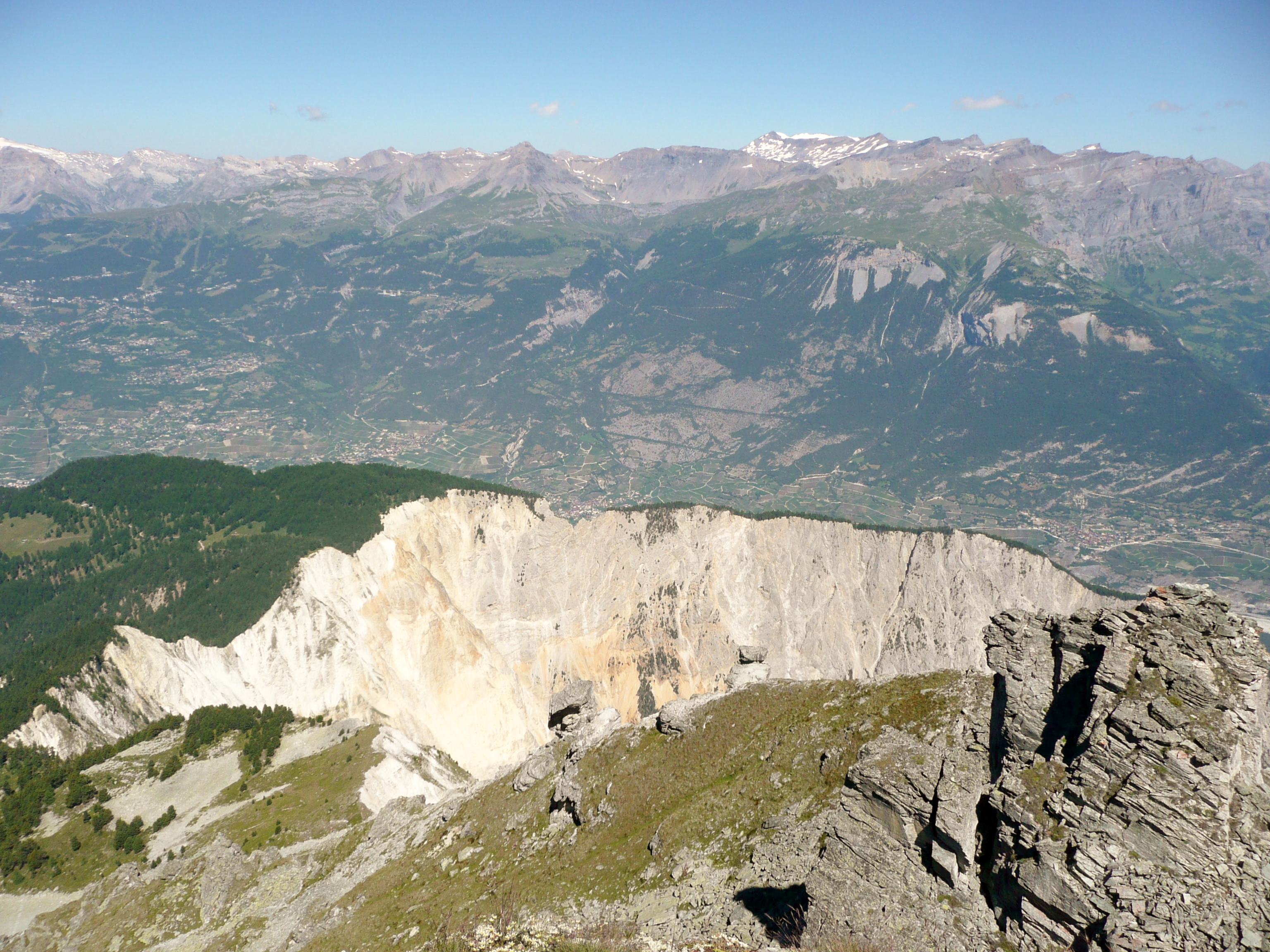
Vue de l'Illhorn à l'Illgraben.